# Хуан Антоніо Самаранч
Хуа́н Анто́ніо Самара́нч-і-Торелло́ (ісп. Juan Antonio Samaranch i Torelló, кат. Joan Antoni Samaranch i Torelló — Жуа́н Анто́ні Самара́нк-і-Туральо́; 17 липня 1920, Барселона — 21 квітня 2010, Барселона) — іспанський спортивний функціонер, політичний і громадський діяч, підприємець. Сьомий Президент МОК (1980—2001), обраний за внесок у міжнародний олімпійський рух довічним почесним президентом МОК.

## Біографія

### Біографія до президентства МОК
Хуан Антоніо Самаранч народився 17 липня 1920 року в місті Барселона (Каталонія, Іспанія) у заможній родині. У 1938 році, під час Громадянської війни в Іспанії, він був призваний служити фельдшером в Іспанських республіканських збройних силах. Політичні симпатії Самаранча були на боці націоналістів, і він дезертирував на територію, контрольовану націоналістами, через Францію.
Самаранч розпочав навчання в бізнес-школі Барселони, яку закінчив у Лондоні та США, а також отримав диплом Барселонського вищого інституту бізнес-досліджень (IESE Business School). Під час навчання він займався хокеєм на роликах, для якого в 1951 році створив Чемпіонат світу, який виграла збірна Іспанії.
Працюючи іспанським функціонером у сфері спорту, Самаранч неодноразово очолював національні делегації на різноманітних заходах, у тому числі й пов'язаних з олімпізмом. За диктатури Ф. Франко в 1966 році Самаранча було призначено на посаду Голови національного олімпійського комітету. У цьому ж (1966) році Х.-А. Самаранч став членом Міжнародного Олімпійського комітету, де впродовж наступних років зробив блискучу кар'єру.
У 1973—77 Х.-А. Самаранч очолює депутатський корпус Барселони.
У період з 1974 до 1978 рр. Самаранч обіймає посаду віцепрезидента МОК.
З 1977 до 1980 рр. Хуан Антоніо Самаранч є послом Іспанії в СРСР та за сумісництвом у Монголії.
По завершенні Московської Олімпіади (1980 рік) Хуана Антоніо Самаранча (як компромісну фігуру) обрано Президентом (7-м за ліком) МОК.

### На чолі МОК
На посту Голови МОК Х.-А.Самаранч політику для забезпечення фінансової самостійності міжнародного олімпійського руху. Останнє було досягнуте за рахунок запровадження і широкого ужитку спонсорства і значного відсотка комерційної реклами на міжнародних і національних спортивних заходах (переважно з боку транснаціональних компаній, вирішення питання з оплатою телеканалами трансляцій спортивних заходів, допомогою країні-організатору Олімпіади тощо.
За часів Самаранча МОК став величезним міжнародним комерційним осередком, через який проходять значні фінансові потоки. Саме засилля комерціалізації міжнародного олімпізму, що призводить нерідко до можливості зловживань у фінансовій сфері, а у галузі безпосередньо спорту високих досягнень пов'язане зі скандалами та проявами unfair play, як то: використання допінгу, тренерські та суддівські розборки, можливість «договірних» змагань, коли результати змагань (стосується ігрових видів спорту) «продаються і покупаються», «перетікання» спортсменів-«варягів» із країни в країну (тобто зміна громадянства для участі в олімпійській збірній) тощо.
Втім, очевидними є і заслуги Самаранча на чолі МОК, що виявився фактично рятівником олімпійського руху, вдихнувши в нього нове життя. А комерціалізація організації, на думку багатьох експертів, лише відповідала сучасним реаліям. Крім того, МОК не лише заробляє гроші, а й активно витрачає їх, у тому числі й виступаючи безпосередньо спонсором різноманітних заходів. За численними програмами МОК фінансові засоби витрачаються на підтримку і розвиток окремих видів спорту в багатьох країнах світу.
Під час головування Самаранча МОК не оминула значної політизації на тлі протистояння Холодної війни. Так, зокрема, країни Соцтабору на чолі з СРСР бойкотували Олімпіаду 1984 року в Лос-Анджелесі (США). Головними принципами функціонування МОК та його чиновників, зокрема Президента Х.-А. Самаранча, лишалися відданість спорту і політкоректність.
У 1990 році він був нагороджений Сеульською премією миру.
У 1992 році в рідному місті Самаранча Барселоні відбулися ювілейні XXV Літні Олімпійські ігри.
Стало традицією, що Самаранч, виступаючи з промовою на закритті кожної літньої Олімпіади, хвалив організаторів за проведення «найкращих в історії» Ігор.
Саме на період правління Самаранча в МОК приходиться розвал радянської імперії, й перші в історії участь, успіхи й перемоги окремих олімпійських збірних України.
У 2001 році Самаранч більше не подавав свою кандидатуру на посаду президента. Його наступником став Жак Рогге. 16 липня 2001 року його було обрано почесним довічним президентом Міжнародного олімпійського комітету. Самаранч очолював МОК другий за тривалістю термін — 21 рік, найдовший термін був у П'єра де Кубертена (29 років).

### Після президентства МОК

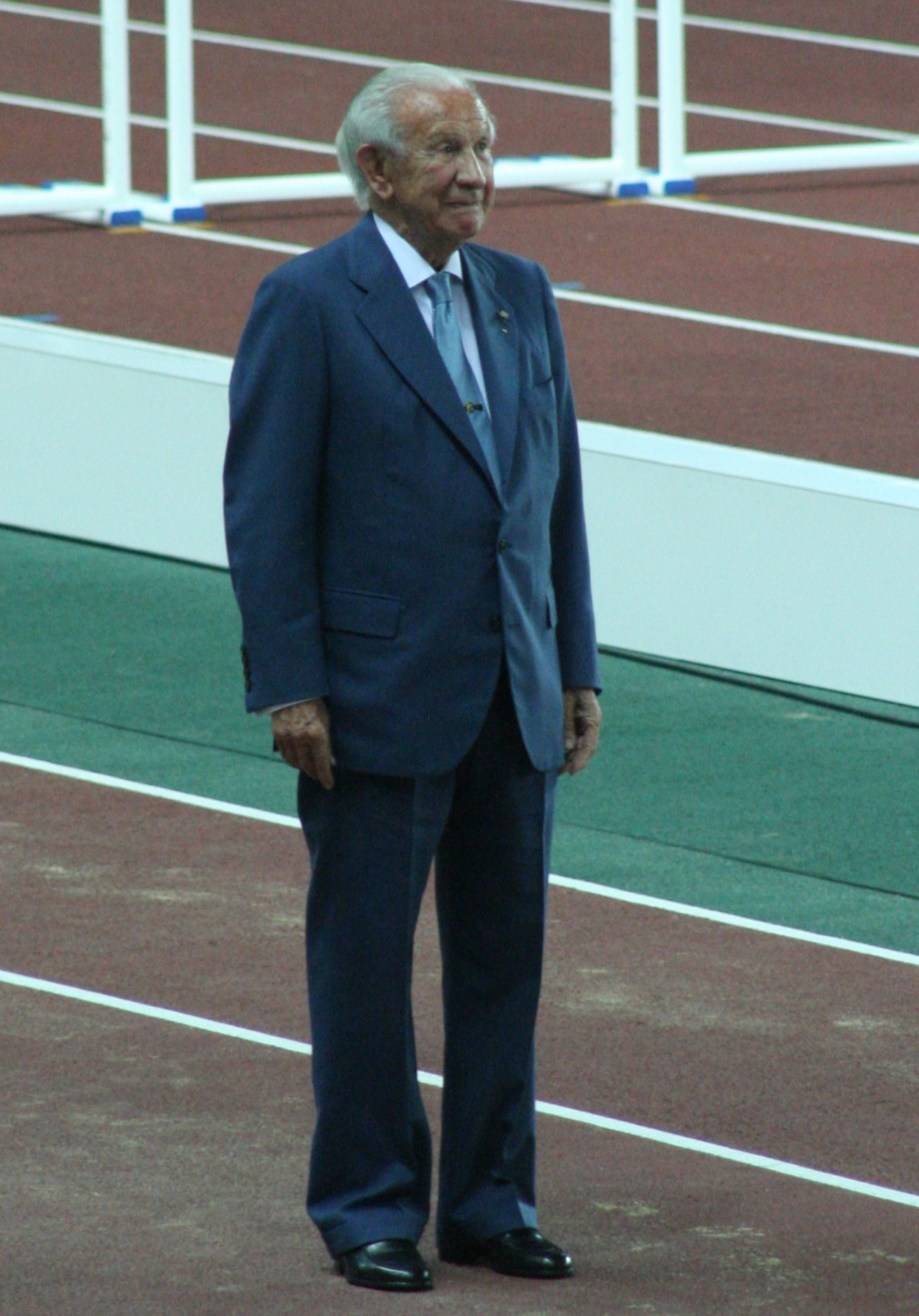
Х.-А. Самаранч на Чемпіонаті світу з легкої атлетики, Осака, Японія, 2007

Після завершення президентства Самаранч відігравав важливу роль у підготовці заявки Мадрида на проведення Олімпійських ігор 2012 та 2016 років, хоча обидві заявки були невдалими. У 1991 році король Іспанії Хуан Карлос прийняв його в іспанське дворянство і надав йому спадковий титул маркіза де Самаранча (ісп. Marquesado de Samaranch) на знак визнання його внеску в олімпійський рух.
Бувши почесним головою МОК, Х.-А. Самаранч був частим гостем на різноманітних спортивних заходах, переважно під егідою організації.
У рідній Каталонії Самаранч був успішним підприємцем, громадським і політичним діячем.

### Смерть і спадок
Як кавалер Золотої медалі Женералітату Каталонії, Самаранч був похований у Палаці Женералітату. Його похоронна меса відбулася 22 квітня 2010 року в соборі Санта-Еулалія  на якій були присутні представники іспанської королівської сім'ї та олімпійського руху.   Похований на цвинтарі Монжуїк. Після його смерті, у червні 2010 року, на його честь було перейменовано Олімпійсько-спортивний музей Хуана Антоніо Самаранча та Олімпійський палац імені Хуана Антоніо Самаранча, колишній Олімпійський зал Зетра, у Сараєво, Боснія.

## Сім'я
Самаранч одружився з Марією Терезою Салісакс Роу, відомою як «Бібі» (26 грудня 1931 – 16 вересня 2000), 1 грудня 1955 року. Вона померла в Іспанії, коли він був на літніх Олімпійських іграх 2000 року в Сіднеї. Від цього шлюбу в нього народилося двоє дітей: старша дочка, Марія Тереза Самаранч Салісакс (нар. 1956), з 2005 року є президентом Іспанської федерації спорту на льоду, а молодший син, Хуан Антоніо Самаранч Салісакс (нар. 1959), з 2001 року є членом Міжнародного олімпійського комітету.

## Нагороди та відзнаки
За внесок в олімпійський рух король Іспанії Хуан Карлос I у 1991 році присвоїв Х.-А. Самаранчу титул маркіза (дона).
Самаранч неодноразово отримував національні та міжнародні премії, відзнаки та нагороди, в тому числі:

### Іспанії
- каталонська Золота медаль Женералітату (1985);
- іспанський Орден Ізабели Католички (ісп. Collar de la Orden de Isabel la Católica) (2000)[25];

### Інших держав
- італійський орден «За заслуги перед Італійською Республікою» (1981);[26];
- російський Орден Дружби народів (1994)[27];
- киргизстанський Орден Манаса III ступеня (1999);
- молдавський Орден Республіки (1999);
- російський Орден Пошани (2001).[28]
- Орден князя Ярослава Мудрого III ступеня (Україна, 21 травня 2005 р.) - за визначний особистий внесок у розвиток і популяризацію спорту, сприяння розвитку олімпійського руху в Україні

### Академічні відзнаки
Почесний доктор:
- Університету Аліканте (1992)
- Університету Гранади (1997)[29]
- Університету Каміло Хосе Села (2002)[30]
- Університету Уельви[en] (2003)[31]
- Чжецзянського університету (2006)
- Європейського університету Мадрида[en] (2009)

### Нагороди та інші відзнаки
- 1982: Нагороджений Кубком стадіону за популяризацію іспанського спорту.
- 1988: Спортивна премія принца Астурійського
- 1990: Південнокорейська премія миру[32]
- 2001: отримав орден ФІФА «За заслуги»[33]
- 2016: Введено до Зали слави ФІБА [34]